# Роберт Зімоньї
Роберт Зімоньї (англ. Róbert Zimonyi, 18 квітня 1918 — 2 лютого 2004) — американський академічний веслувальник.
Олімпійський чемпіон 1964 року в складі вісімки, учасник 1948, 1952 років.
Переможець Панамериканських ігор 1967 року в складі розпашної четвірки зі стерновим.
Бронзовий призер Чемпіонату Європи 1965 року в складі вісімки.